# Filosofia da Grécia Antiga

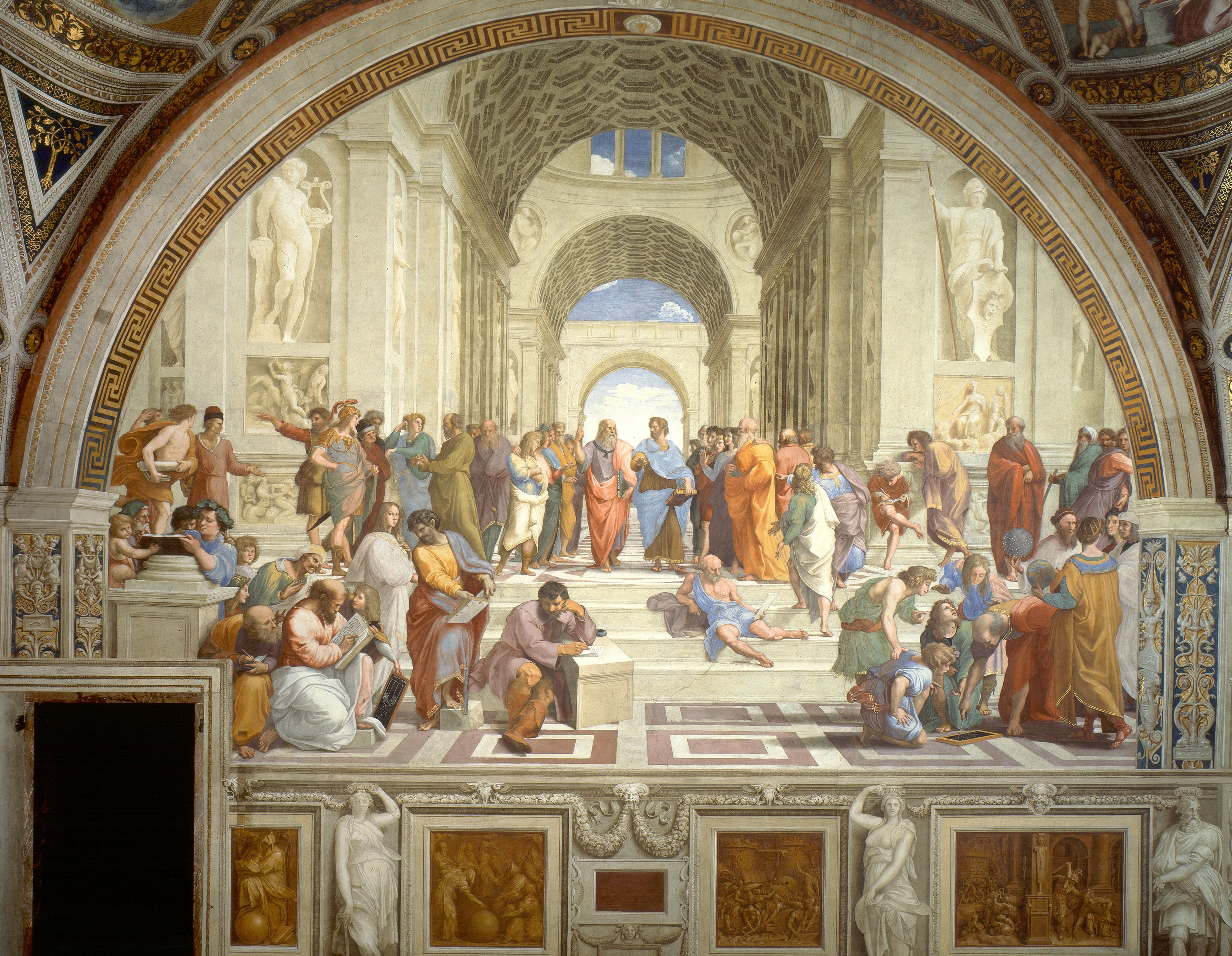
A Escola de Atenas (1509–1511), de Rafael, que descreve os famosos filósofos gregos clássicos em um cenário idealizado inspirado na arquitetura grega antiga

A filosofia grega antiga surgiu no século VI a.C. e continuou durante todo o período helenístico e no período em que a Grécia e a maioria das terras habitadas por gregos faziam parte do Império Romano. A filosofia foi usada para extrair sentido do mundo de uma maneira não religiosa. Tratava-se de uma ampla variedade de assuntos, incluindo astronomia, matemática, filosofia política, ética, metafísica, ontologia, lógica, biologia, retórica e estética.
A filosofia grega influenciou muito a cultura ocidental desde a sua criação. Alfred North Whitehead observou certa vez: "A caracterização geral mais segura da tradição filosófica europeia é que ela consiste em uma série de notas de rodapé para Platão". Linhas de influência claras e ininterruptas levam desde os antigos filósofos gregos e helenistas até a filosofia islâmica primitiva, o escolasticismo medieval, o renascimento europeu e a era do Iluminismo.
A filosofia grega foi influenciada até certo ponto pela literatura de sabedoria mais antiga e pelas cosmogonias mitológicas do antigo Oriente Próximo, embora a extensão dessa influência seja debatida. O classicista Martin Litchfield West afirma que "o contato com a cosmologia oriental e a teologia ajudaram a libertar a imaginação dos primeiros filósofos gregos; certamente lhes deu muitas ideias sugestivas. Mas eles se ensinaram a raciocinar. A filosofia como entendemos é uma criação grega". O filósofo lituano Algis Uždavinys critica essa afirmação, comparando de forma acadêmica que a filosofia teria se originado da religião e cosmologia do Antigo Egito, evidenciada em suas inscrições antigas, e que teria sido transmitida aos pré-socráticos e a Platão.
As doutrinas de mistério, como o orfismo, os mistérios dionisíacos e eleusinianos, adotavam elementos derivados de tribos dos períodos homéricos ou de povos semíticos (como os cananeus e fenícios), devido ao intercâmbio comercial e cultural do Oriente Próximo com a Grécia, e influenciaram a mitologia grega, a qual, por sua vez, serviu de base para todo o pensamento filosófico e religioso da Grécia Antiga.
A tradição filosófica subsequente foi tão influenciada por Sócrates como apresentada por Platão que é convencional referir-se à filosofia desenvolvida antes de Sócrates como filosofia pré-socrática. Os períodos seguintes, até e após as guerras de Alexandre, o Grande, são os da filosofia "grega clássica" e "helenística".

## Filosofia pré-socrática
A convenção de nomear aqueles filósofos que estavam ativos antes da morte de Sócrates como os pré-socráticos ganhou força com a publicação de 1903 de Fragmente der Vorsokratiker, de Hermann Diels, embora o termo não se originasse com ele. O termo é considerado útil porque o que veio a ser conhecido como a "escola ateniense" (composta por Sócrates, Platão e Aristóteles) assinalou o surgimento de uma nova abordagem da filosofia; A tese de Friedrich Nietzsche de que essa mudança começou com Platão e não com Sócrates (daí sua nomenclatura de "filosofia pré-platônica") não impediu a predominância da distinção "pré-socrática".
Os pré-socráticos estavam preocupados principalmente com cosmologia, ontologia e matemática. Eles foram distinguidos de "não-filósofos" na medida em que rejeitaram explicações mitológicas em favor do discurso fundamentado.

### Ferécides de Siro
Ferécides de Siro (c. 580 a.C. - c. 520 a.C.) foi um filósofo pré-socrático considerado por Aristóteles como o primeiro grego a desenvolver um pensamento além do mitológico, descrito na Metafísica 1091b como "esses teólogos mistos, aqueles que não dizem tudo de forma mítica, como Pherekydes... que nomeiam o primeiro Gerador como o Supremo Bem". Ele é tido tradicionalmente como o primeiro a escrever um livro em prosa na Grécia, desenvolvendo um pensamento ordenado de forma diferente da poética e servindo de ligação entre as teogonias órficas e de Hesíodo e a racionalização da cosmologia filosófica investigativa, além de citado como mestre de Pitágoras. Um número comparativamente grande de fontes diz que Ferécides foi o primeiro a ensinar a eternidade e a transmigração (metempsicose) das almas humanas. Tanto Cícero quanto Agostinho pensavam que ele deu o primeiro ensinamento da "imortalidade da alma". Que ele foi o primeiro a ensinar tal coisa é duvidoso, mas que ele estava entre os primeiros e que ele professou este ensinamento é certo. Hermann S. Schibli conclui que Ferécides "incluiu em seu livro ["Pentemychos"] pelo menos um tratamento rudimentar da imortalidade da alma, suas peregrinações no submundo e as razões para as encarnações da alma".
Ferécides foi contado ocasionalmente entre os Sete Sábios de Grécia. Um relógio de sol (heliotropion), supostamente feito por Ferécidos, foi dito por Diógenes Laércio estar "preservado na ilha de Siro".

### Escola milesiana
Tales de Mileto, considerado por Aristóteles como o primeiro filósofo, sustentava que todas as coisas surgem de uma única substância considerada princípio (arché) do universo, a água. Apesar de ser considerada na cosmologia grega um elemento material básico, ela também é uma alusão ao símbolo da prima matéria, tradicionalmente simbolizada nas águas do caos primordial ou abismo no Oriente Próximo. Não é porque ele deu uma cosmogonia que John Burnet o chama de "o primeiro homem da ciência", mas porque ele deu uma explicação naturalista do cosmos e apoiou-o com razões. Mesmo fornecendo explicações com rigor científico, elas não eram separadas da metafísica religiosa que visava compreender a alma e seu papel numa ordem divina, ao que Aristóteles afirmou sobre Tales: "Tales, também, a julgar pelo que está registrado em seus pontos de vista, parece supor que a alma é, em certo sentido, a causa do movimento, já que ele diz que uma pedra [ímã] tem uma alma porque causa movimento ao ferro" (De Anima 405 a20-22) e "Alguns pensam que a alma permeia todo o universo, de onde talvez veio a opinião de Tales de que tudo é cheio de deuses" (De Anima 411 a7-8). De acordo com a tradição, Tales foi capaz de prever um eclipse e ensinou os egípcios a medir a altura das pirâmides.
Tales inspirou a escola de Mileto de filosofia e foi seguido por Anaximandro, que argumentou que o substrato ou arche não poderia ser água ou qualquer um dos elementos clássicos, mas era algo "ilimitado" ou "indefinido" (em grego, o apeiron). Ele começou a partir da observação de que o mundo parece consistir de opostos (por exemplo, quente e frio), mas que uma coisa pode se tornar seu oposto (por exemplo, uma coisa quente e fria). Portanto, elas não podem verdadeiramente ser opostas, mas devem ser ambas manifestações de alguma unidade subjacente que não é nenhuma das duas. Essa unidade subjacente (substrato, arche) não poderia ser nenhum dos elementos clássicos, uma vez que eles eram um extremo ou outro. Por exemplo, a água está molhada, o oposto de seca, enquanto o fogo está seco, o oposto do molhado. Este estado inicial é eterno e imperecível, e tudo retornaria a ele de acordo com a necessidade.
Anaxímenes, por sua vez, sustentou que a arche era ar, embora John Burnet argumente que com isso ele quis dizer que era uma neblina transparente, o éter. Apesar de suas variadas respostas, a escola milesiana estava procurando por uma substância natural que permanecesse inalterada, apesar de aparecer em diferentes formas, e assim representa uma das primeiras tentativas científicas de responder à questão que levaria ao desenvolvimento da moderna teoria atômica, e suscita filosoficamente o monismo; "Os milésios", diz Burnet, "perguntaram pela φύσις de todas as coisas".

### Xenófanes
Xenófanes nasceu na Jônia, onde a escola milesiana era a mais poderosa, e pode ter adquirido algumas das teorias cosmológicas dos milesianos como resultado. O que se sabe é que ele argumentou que cada um dos fenômenos tinha uma explicação natural e que não eram causados pelos deuses gregos, de uma maneira que lembrava as teorias de Anaximandro; e que havia um deus maior, compreendendo todo o cosmos em uma mente absoluta:
"Um Deus é o maior entre deuses e homens, não sendo em absoluto como mortais em corpo ou em pensamento. Ele vê por completo, pensa por completo, ouve por completo, mas completamente sem trabalho agita todas as coisas pelo pensamento de Sua mente. Sempre Ele permanece no mesmo lugar, não se movendo de qualquer modo, nem sendo dEle viajar para lugares diferentes em momentos diferentes."
Ele ridicularizava o antropomorfismo da religião grega alegando que o gado afirmaria que os deuses pareceriam como gado, cavalos como cavalo e leões como leão, assim como os etíopes afirmavam que os deuses tinham nariz grande e eram negros e os trácios afirmavam que eles seriam pálidos e ruivos. Sua crítica à mitologia grega era devida à crença literal das narrativas sobre os deuses: "Homero e Hesíodo atribuíram aos deuses todo tipo de coisas que são motivo de reprovação e censura entre os homens.", enquanto alguns pensadores gregos contemporâneos consideravam o significado alegórico dos atributos que esses deuses representavam, tendo Teágenes de Régio sido um dos primeiros a defender esses ataques.
Burnet diz que Xenófanes não era, no entanto, um homem científico, com muitas de suas explicações "naturalistas" não tendo outro apoio além daquele de tornar os deuses homéricos supérfluos ou tolos. Ele tem sido reivindicado como uma influência na filosofia eleata, embora isso seja contestado, e um precursor de Epicuro, um representante de uma ruptura total entre ciência e religião.

### Pitagorismo
Pitágoras viveu mais ou menos na mesma época que Xenófanes e, em contraste com o último, a escola que ele fundou procurou reconciliar a crença e a razão religiosas. Pouco se sabe sobre sua vida com qualquer confiabilidade, e nenhum dos seus escritos sobrevive, então é possível que ele fosse simplesmente um místico cujos sucessores introduziram o racionalismo no pitagorismo, que ele era simplesmente um racionalista cujos sucessores são responsáveis pelo misticismo no pitagorismo, ou que ele era realmente o autor da doutrina; não há como saber com certeza.
Diz-se que Pitágoras fora um discípulo de Anaximandro e absorveu as preocupações cosmológicas dos jônios, incluindo a ideia de que o cosmos é construído de esferas, a importância do infinito, e que o ar ou éter é o arco de tudo, enquanto outra tradição grega comum reconhece Ferécides de Siro como mestre de Pitágoras. O pitagorismo também incorporou ideais ascéticos, enfatizando a purgação, a metempsicose e, consequentemente, o respeito por toda a vida animal; muito foi feito da correspondência entre a matemática e o cosmos em harmonia musical. Pitágoras acreditava que por trás da aparência das coisas, havia o princípio permanente da matemática, e que as formas eram baseadas em uma relação matemática transcendental.

### Heráclito
Heráclito deve ter vivido depois de Xenófanes e Pitágoras, pois condena-os junto com Homero como prova de que muito aprendizado não pode ensinar um homem a pensar; já que Parmênides se refere a ele no passado, isso o colocaria no quinto século a.C. Ao contrário da escola de Mileto, que postula um elemento estável como o arche, Heráclito ensinou que panta rhei ("tudo flui"), sendo o elemento mais próximo desse fluxo eterno que é o fogo. Todas as coisas acontecem de acordo com o Logos, que deve ser considerado como "plano" ou "fórmula", e "o Logos é comum". Ele também postulou uma unidade de opostos, expressa através da dialética, que estruturou esse fluxo, tal que os que parecem opostos, na verdade, são manifestações de um substrato comum ao bem e ao mal em si.
Heráclito chamou os processos de oposição ἔρις (eris), de "contenda", e hipotetizou que o estado aparentemente estável de δίκη (dikê), ou "justiça", é a unidade harmônica desses opostos.

### Filosofia eleata
Parmênides de Eleia lançou sua filosofia contra aqueles que sustentavam que "algo é e não é o mesmo (ao mesmo tempo), e todas as coisas viajam em direções opostas", presumivelmente referindo-se a Heráclito e àqueles que o seguiram. Ela se encontra exposta em fragmentos de um poema épico composto por ele e citado por filósofos subsequentes, principalmente por Platão em seu diálogo Parmênides. Enquanto as doutrinas da escola de Mileto, ao sugerir que o substrato poderia aparecer em uma variedade de formas diferentes, implicavam que tudo o que existe é corpuscular, Parmênides argumentou que o primeiro princípio do ser era Um, indivisível e imutável. O ser, ele argumentou, por definição, implica eternidade, enquanto apenas aquilo que é pode ser pensado; uma coisa que é, além disso, não pode ser mais ou menos, e assim a rarefação e condensação dos milésios é impossível em relação ao Ser; por último, como o movimento exige que algo exista separado da coisa em movimento (ou seja, o espaço para o qual ele se move), o Um ou o Ser não pode se mover, pois isso exigiria que o "espaço" existisse e não existisse. Embora esta doutrina esteja em desacordo com a experiência sensória ordinária, onde as coisas realmente mudam e se movem, a escola eleática seguiu Parmênides ao negar que os fenômenos sensoriais revelaram o mundo como ele realmente era; em vez disso, a única coisa com Ser foi pensada, ou a questão de se algo existe ou não é uma questão de saber se isso pode ser pensado. O monismo de Parmênides aborda no poema tanto o ser quanto o não-ser, e Platão e Aristóteles deram suas resoluções a esse problema na mudança dos seres de um tipo para outro.
Em apoio a isso, o aluno de Parmenides, Zenão de Eleia, tentou provar que o conceito de movimento era absurdo e como tal o movimento não existia. Ele também atacou o subsequente desenvolvimento do pluralismo, argumentando que era incompatível com o Ser. Seus argumentos são conhecidos como paradoxos de Zenão.

### Pluralismo e Atomismo
O poder da lógica de Parmênides era tal que alguns filósofos subsequentes abandonaram o monismo dos milésios, Xenófanes, Heráclito e Parmênides, onde uma coisa era o arche e adotaram o pluralismo, como Empédocles e Anaxágoras. Havia, disseram, múltiplos elementos que não eram redutíveis uns aos outros e estes eram postos em movimento por Amor (Afrodite ou Eros) e Discórdia (como em Empédocles) ou por Mente (como em Anaxágoras, e também em Empédocles). Concordando com Parmênides que não há vir a ser ou deixar de ser, gênese ou decadência, eles disseram que as coisas parecem vir a existir e desaparecerem porque os elementos dos quais eles são compostos se reúnem ou desmontam enquanto eles mesmos permanecem imutáveis.
Leucipo propôs também um pluralismo ontológico com uma cosmogonia baseada em dois elementos principais: o vácuo e os átomos. Estes, por meio de seu movimento inerente, estão atravessando o vazio e criando os corpos materiais reais. Suas teorias não eram bem conhecidas na época de Platão, no entanto, e foram finalmente incorporadas ao trabalho de seu aluno, Demócrito.

### Sofismo
O sofismo surgiu da justaposição de physis (natureza) e nomos (lei). John Burnet postula sua origem no progresso científico dos séculos anteriores, que sugeria que o Ser era radicalmente diferente do que era experimentado pelos sentidos e, se compreensível, não era compreensível em termos de ordem; o mundo em que os homens viviam, por outro lado, era de lei e ordem, ainda que da própria criação da humanidade. Ao mesmo tempo, a natureza era constante, enquanto a lei diferia de um lugar para outro e podia ser mudada.
O primeiro homem a se chamar sofista, segundo Platão, foi Protágoras, que ele apresenta como ensinando que toda virtude é convencional (relativa, e não absoluta). Foi Protágoras quem afirmou que "o homem é a medida de todas as coisas, das coisas que são, em que elas são e das que não são, em que elas não são", que Platão interpreta como um perspectivismo radical, em que algumas coisas parecem ser uma forma para uma pessoa (e, portanto, na verdade, são assim) e uma outra maneira para uma outra pessoa (e, portanto, na verdade, são assim tão bem); a conclusão é que não se pode olhar para a natureza em busca de orientação sobre como viver a vida.
Protágoras e subsequentes sofistas tendiam a ensinar a retórica como sua principal vocação. Pródico, Górgias, Hípias e Trasímaco aparecem em vários diálogos, às vezes explicitamente ensinando que, embora a natureza não forneça orientação ética, a orientação fornecida pelas leis é inútil, ou que a natureza favorece aqueles que agem contra as leis.

## Filosofia Grega Clássica

### Sócrates
Sócrates, que se acredita ter nascido em Atenas no século V a.C., marca um divisor de águas na antiga filosofia grega. Atenas era um centro de aprendizado, com sofistas e filósofos viajando de toda a Grécia para ensinar retórica, astronomia, cosmologia, geometria e afins. O grande estadista Péricles estava intimamente associado a esse novo aprendizado e era um amigo de Anaxágoras, no entanto, e seus adversários políticos o atacaram, aproveitando-se de uma reação conservadora contra os filósofos; tornou-se crime investigar as coisas acima dos céus ou abaixo da terra, assuntos considerados ímpios. Diz-se que Anaxágoras foi acusado e fugiu para o exílio quando Sócrates tinha cerca de vinte anos de idade. Há uma história que Protágoras também foi forçado a fugir e que os atenienses queimaram seus livros. Sócrates, no entanto, é o único sujeito registrado como acusado sob esta lei, condenado e sentenciado à morte em 399 a.C. (condenação narrada em Apologia a Sócrates de Platão). Na versão de seu discurso de defesa apresentado por Platão, ele afirma que é a inveja que ele desperta por conta de ser um filósofo que o condenará.
Embora a filosofia fosse uma busca estabelecida antes de Sócrates, Cícero o credita como "o primeiro que trouxe a filosofia do céu, colocou-a nas cidades, introduziu-a nas famílias e a obrigou a examinar a vida e a moral, o bem e o mal.". Por essa razão, ele seria considerado o fundador da filosofia política e da filosofia moral. As razões para essa mudança em direção a questões políticas e éticas continuam sendo objeto de muito estudo.
O fato de que muitas conversas envolvendo Sócrates (como relatado por Platão e Xenofonte) terminam sem ter chegado a uma conclusão firme, ou aporeticamente, estimulou o debate sobre o significado do método socrático. Acredita-se que Sócrates tenha perseguido esse estilo de pergunta e resposta para examinação de vários tópicos, geralmente tentando chegar a uma definição defensável e atraente de uma virtude.
Embora as conversas registradas por Sócrates raramente forneçam uma resposta definitiva à questão em exame, várias máximas ou paradoxos pelos quais ele se tornou conhecido se repetem. Sócrates ensinou que ninguém deseja o que é ruim e, portanto, se alguém faz algo que é realmente ruim, deve ser a má vontade ou por ignorância; consequentemente, toda virtude é conhecimento. Ele frequentemente comenta sobre sua própria ignorância (alegando que ele não sabe o que é coragem, por exemplo). Platão apresenta-o como distinguindo-se da corrente comum da humanidade pelo fato de que, embora não saibam nada nobre e bom, eles não sabem que não sabem, enquanto Sócrates sabe e reconhece que não sabe nada nobre e bom.
Numerosos movimentos filosóficos subsequentes foram inspirados por Sócrates ou seus associados mais jovens. Platão lança Sócrates como o principal interlocutor em seus diálogos, derivando deles a base do platonismo (e, por extensão, do neoplatonismo). O aluno de Platão, Aristóteles, por sua vez, criticou e construiu sobre as doutrinas que atribuiu a Sócrates e Platão, formando a base do aristotelismo. Antístenes fundou a escola que viria a ser conhecida como cinismo e acusou Platão de distorcer os ensinamentos de Sócrates. Zenão de Cítio, por sua vez, adaptou a ética do cinismo para articular o estoicismo. Epicuro estudou com professores platônicos e pirrônicos antes de renunciar a todos os filósofos anteriores (incluindo Demócrito, em cujo atomismo se baseia a filosofia epicurista). Os movimentos filosóficos que dominariam a vida intelectual do império romano nasceriam desse período febril depois da atividade de Sócrates, e direta ou indiretamente influenciada por ele. Eles também foram absorvidos pelo mundo muçulmano em expansão nos séculos VII e X d.C., dos quais retornaram ao Ocidente como fundamentos da filosofia medieval e da Renascença, como discutido abaixo.

### Platão
Platão era um ateniense da geração depois de Sócrates . A tradição antiga atribui trinta e seis diálogos e treze cartas a ele, embora apenas vinte e quatro dos diálogos sejam agora universalmente reconhecidos como autênticos; a maioria dos estudiosos modernos acredita que pelo menos vinte e oito diálogos e duas das cartas foram de fato escritas por Platão, embora todos os trinta e seis diálogos tenham alguns defensores. Outros nove diálogos são atribuídos a Platão, mas foram considerados espúrios, mesmo na antiguidade.
Os diálogos de Platão apresentam Sócrates, embora nem sempre seja o líder da conversa. (Um diálogo, as Leis, em vez disso, contém um "Desconhecido Ateniense.") Juntamente com Xenofonte, Platão é a principal fonte de informação sobre a vida e as crenças de Sócrates e nem sempre é fácil distinguir entre os dois. Embora o Sócrates apresentado nos diálogos seja frequentemente considerado o porta-voz de Platão, a reputação de Sócrates para a ironia, sua imprevisibilidade a respeito de suas próprias opiniões nos diálogos e sua ocasional ausência ou menor importância na conversa servem para ocultar as doutrinas de Platão. Muito do que é dito sobre suas doutrinas é derivado do que Aristóteles relata sobre elas, e são implícitas em temas dos diálogos estudados por pesquisadores da Escola de Tübingen e Milão, como parte das chamadas doutrinas não escritas.
A doutrina política atribuída a Platão é derivada da República, das Leis e do Estadista. A primeira delas contém a sugestão de que não haverá justiça nas cidades a menos que sejam governadas por reis filósofos; os responsáveis pela aplicação das leis são obrigados a manter suas mulheres, filhos e propriedades em comum; e o indivíduo é ensinado a buscar o bem comum por meio de mentiras nobres; A República diz que tal cidade é provavelmente impossível, no entanto, geralmente assumindo que os filósofos se recusariam a governar e o povo se recusaria a obrigá-los a fazê-lo.
Enquanto a República tem como premissa uma distinção entre o tipo de conhecimento possuído pelo filósofo e aquele possuído pelo rei ou homem político, Sócrates explora apenas o caráter do filósofo; no Estadista, por outro lado, um participante chamado de Estrangeiro Eleático discute o tipo de conhecimento possuído pelo homem político, enquanto Sócrates ouve em silêncio. Embora a regra de um homem sábio seja preferível a lei, o sábio não pode deixar de ser julgado pelos insensatos, e assim, na prática, a regra pela lei é considerada necessária.
Tanto a República quanto o estadista revelam as limitações da política, levantando a questão de qual ordem política seria melhor, dadas essas restrições; essa questão é abordada nas Leis, um diálogo que não ocorre em Atenas e do qual Sócrates está ausente. O caráter da sociedade descrita ali é eminentemente conservador, uma timocracia corrigida ou liberalizada no modelo espartano ou cretense ou na Atenas pré-democrática.
Os diálogos de Platão também têm temas metafísicos, dos quais o mais famoso é sua teoria das ideias. Ele sustenta que as formas não-materiais (ou ideias) abstratas (mas substanciais), e não o mundo material de mudança conhecido por nós através de nossos sentidos físicos, possuem o tipo mais elevado e fundamental de realidade.
Platão frequentemente usa analogias de forma longa (geralmente alegorias) para explicar suas ideias; o mais famoso é talvez a Alegoria da Caverna, na qual ele defende como Ideia maior a Ideia do Bem. Ele compara a maioria dos humanos com pessoas amarradas em uma caverna, que olham apenas para sombras nas paredes e não têm outra concepção da realidade. Se eles se virassem, eles veriam o que está lançando as sombras (e, portanto, ganhariam uma dimensão adicional à realidade deles). Se alguns saíssem da caverna, veriam o mundo exterior iluminado pelo sol (representando a forma última de bondade e verdade). Se esses viajantes voltassem a entrar na caverna, as pessoas lá dentro (que ainda estão apenas familiarizadas com as sombras) não seriam capazes de acreditar em relatos desse "mundo exterior". Esta história explica a teoria das formas com seus diferentes níveis de realidade, e avança a visão de que os reis-filósofos são mais sábios, enquanto a maioria dos humanos é ignorante. Um estudante de Platão (que se tornaria outro dos filósofos mais influentes de todos os tempos) enfatizou a implicação de que o entendimento depende da observação em primeira mão.

### Aristóteles
Aristóteles mudou-se para Atenas de sua cidade natal, Estagira, em 367 a.C., e começou a estudar filosofia (talvez até mesmo a retórica, sob Isócrates), eventualmente se matriculando na Academia de Platão. Ele deixou Atenas cerca de vinte anos depois para estudar botânica e zoologia, tornou-se um tutor de Alexandre, o Grande, e finalmente retornou a Atenas uma década depois para estabelecer sua própria escola: o Liceu. Pelo menos vinte e nove de seus tratados sobreviveram, conhecidos como o corpus Aristotelicum, e abordam uma variedade de assuntos, incluindo lógica, física, óptica, metafísica, ética, retórica, política, poesia, botânica e zoologia.
Aristóteles é frequentemente retratado em contraste com seu mestre Platão (por exemplo, na Escola de Atenas de Rafael). Ele critica os regimes descritos na República e nas Leis de Platão, e se refere à teoria das formas como "palavras vazias e metáforas poéticas". Ele é geralmente apresentado como dando maior peso à observação empírica e preocupações práticas.
A fama de Aristóteles não foi grande durante o período helenístico, quando a lógica estoica estava em voga, mas depois os comentaristas peripatéticos popularizaram seu trabalho, o que acabou contribuindo fortemente para a filosofia cristã islâmica, judaica e medieval. Sua influência foi tal que Avicena se referiu a ele simplesmente como "o Mestre"; Maimônides, Alfarabi, Averróis e Aquino como "o Filósofo".

## Filosofia helenística

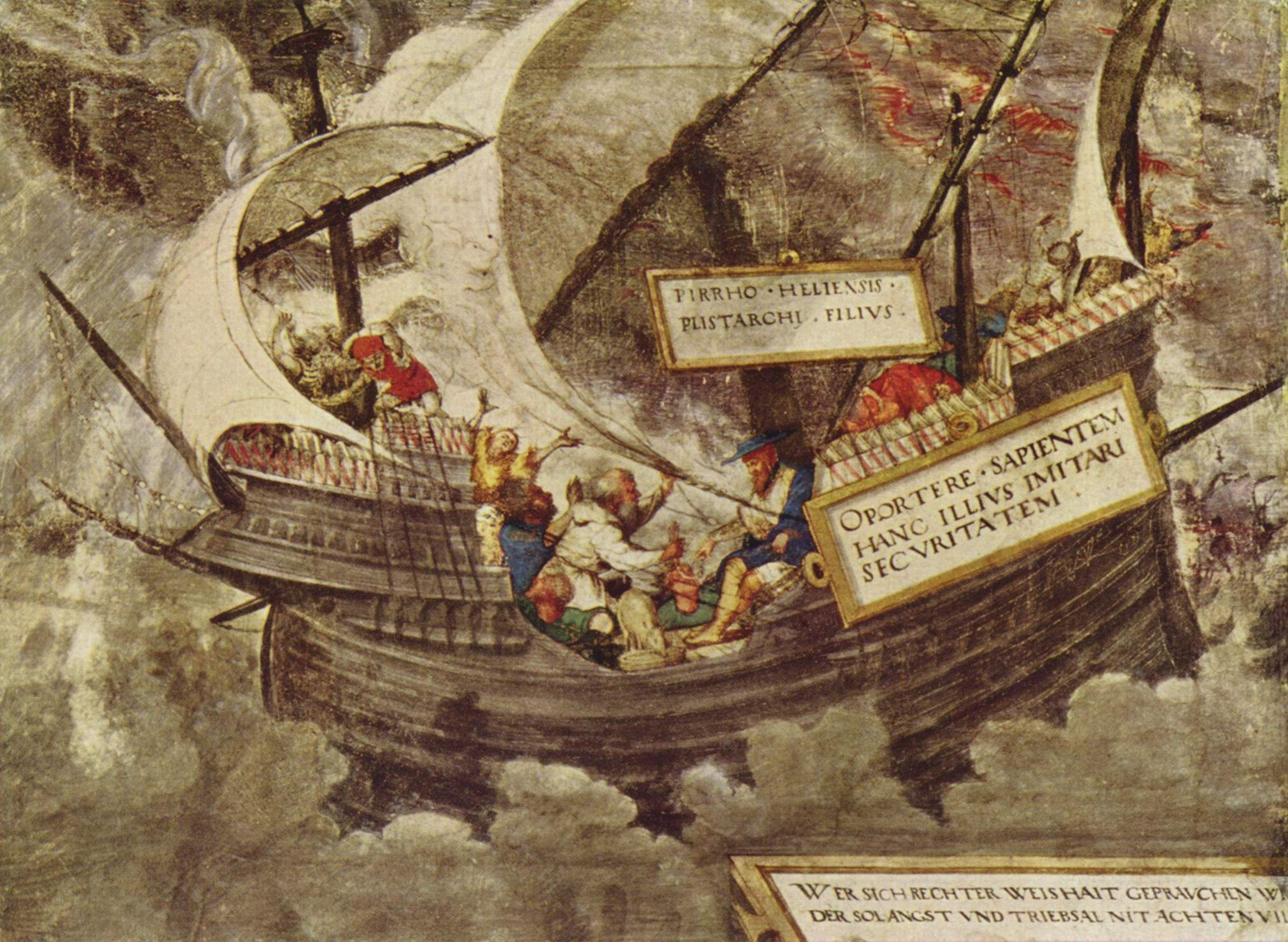
O filósofo Pirro de Elis, em uma anedota tirada de Esboços de Pirronismo de Sexto Empírico
(em cima)
PIRRHO • HELIENSIS •
PLISTARCHI • FILIVS
tradução (do latim): Pirro • Grego • Filho de Plistarco
(meio)
OPORTERE • SAPIENTEM
HANC ILLIVS IMITARI
SECVRITATEM
tradução (do latim): É sabedoria correta, então, que todos imitem essa segurança (Pirro apontando para um porco pacífico mastigando sua comida)
(embaixo)
Quem quiser aplicar a verdadeira sabedoria, não se importará com o receio e a miséria

Durante os períodos helenístico e romano, muitas escolas diferentes de pensamento desenvolveram-se no mundo helenístico e depois no mundo greco-romano. Havia gregos, romanos, egípcios, sírios e árabes que contribuíram para o desenvolvimento da filosofia helenística. Elementos da filosofia persa e da filosofia indiana também tiveram influência. As escolas mais notáveis da filosofia helenística e alguns de seus filósofos mais conhecidos foram:
- Cirenaicismo: Aristipo de Cirene;
- Pirronismo: Pirro, Sextus Empiricus, Enesidemo, Timão de Phlius;
- Ceticismo acadêmico: Arcesilau, Carnéades, Cícero (romano);
- Cinismo: Antístenes, Diógenes de Sinope, Crates de Tebas;
- Epicurismo: Epicuro (grego) e Lucrécio (romano);
- Estoicismo: Zenão de Cítio, Cleantes, Crísipo, Crates de Mallus (levou o estoicismo para Roma por volta de 170 a.C.), Panécio, Posidonius, Seneca (romano), Epíteto (grego / romano), Marco Aurélio (romano);
- Neoplatonismo: Plotino (Egípcio), Amônio Saccas, Porfírio (Sírio), Zethos (Árabe), Jâmblico (Sírio), Proclo.

A disseminação do cristianismo em todo o mundo romano, seguida pela disseminação do islamismo, introduziu o fim da filosofia helenística e os primórdios da filosofia medieval, dominada pelas três tradições abraâmicas: filosofia judaica, filosofia cristã e filosofia islâmica primitiva.

## Transmissão da filosofia grega sob Bizâncio e o Islã
Durante a Idade Média, as ideias gregas foram amplamente esquecidas na Europa Ocidental devido ao Período de Migração, que resultou em declínio na alfabetização. No Império Bizantino, ideias gregas foram preservadas e estudadas, e não muito depois da primeira grande expansão do Islã, no entanto, os califas abássidas autorizaram a coleta de manuscritos gregos e contrataram tradutores para aumentar seu prestígio. Os textos gregos também foram preservados na Pérsia a partir do século IV, na cidade de Jundi-Shapur, centro intelectual que atraiu imigrantes estudiosos da literatura grega, principalmente após o ano de 529, quando a Academia Neoplatônica em Atenas foi fechada.[90] Após a conquista árabe, houve uma conservação dos textos, que foram traduzidos no início do século VII, permitindo o desenvolvendo de uma filosofia islâmica iniciada por Al-Kindi (Alcindo), seguida de Al-Farabi (Alfarábio), Ibn Sina (Avicena) e Ibn Rushd (Averróis), que reinterpretaram essas obras, até que durante a Alta Idade Média a filosofia grega reentrou no ocidente através de traduções do árabe para o latim e também do Império Bizantino. A reintrodução dessas filosofias, acompanhada pelos novos comentários árabes, teve uma grande influência sobre os filósofos medievais, como Tomás de Aquino. Embora tenhamos a sorte de ter algumas figuras que preservaram esses valiosos textos, havia uma tendência no Islã de alguns lugares que descartava livros que conflitassem com os ensinamentos de Maomé. Isso pode ser visto em eventos como a queima da biblioteca de Aláqueme II em Córdova por Almançor em 976.